# Siegbert Tarrasch
Siegbert Tarrasch (5. března, 1862 – 17. února, 1934) byl přední německý šachový velmistr a kandidát mistrovství světa. Povoláním lékař - jeden z nejúspěšnějších šachových amatérů historie. Zápas o titul mistra světa proti Laskerovi (1908) však hrál již za zenitem své sportovní výkonnosti a prohrál jej 3:8 při pěti remízách. Tarrasch byl také významným teoretikem a šachovým pedagogem, jeho díla jako Moderní šachová partie (1912) dokázala vyložit a popularizovat zásady Steinitzovy poziční školy, i když někdy za cenu jistého zjednodušení a dogmatismu. Tarrasch byl ve skupině vůbec prvních velmistrů (Lasker, Capablanca, Marshall, Aljechin), které tímto titulem údajně obdařil ruský car Mikuláš II. roku 1914.

### O Tarraschovi
- HORA, Vratislav: Tarrasch – učitel šachových generací. Frýdek-Místek 1992

### Od Tarrasche
- 300 šachových partií (1895)
- Moderní šachová partie (1912)
- Šachová hra. Systematická učebnice pro začátečníky a pokročilé (1931)